# پاپ ویکتور سوم
پاپ ویکتور سوم (به انگلیسی: Victor III) یکی از پاپ‌های کلیسای کاتولیک رم بود که در جنوب ایتالیا به دنیا آمد و از ۱۰۸۶ تا ۱۰۸۷ میلادی پاپ بود.